# Herb Mołodeczna

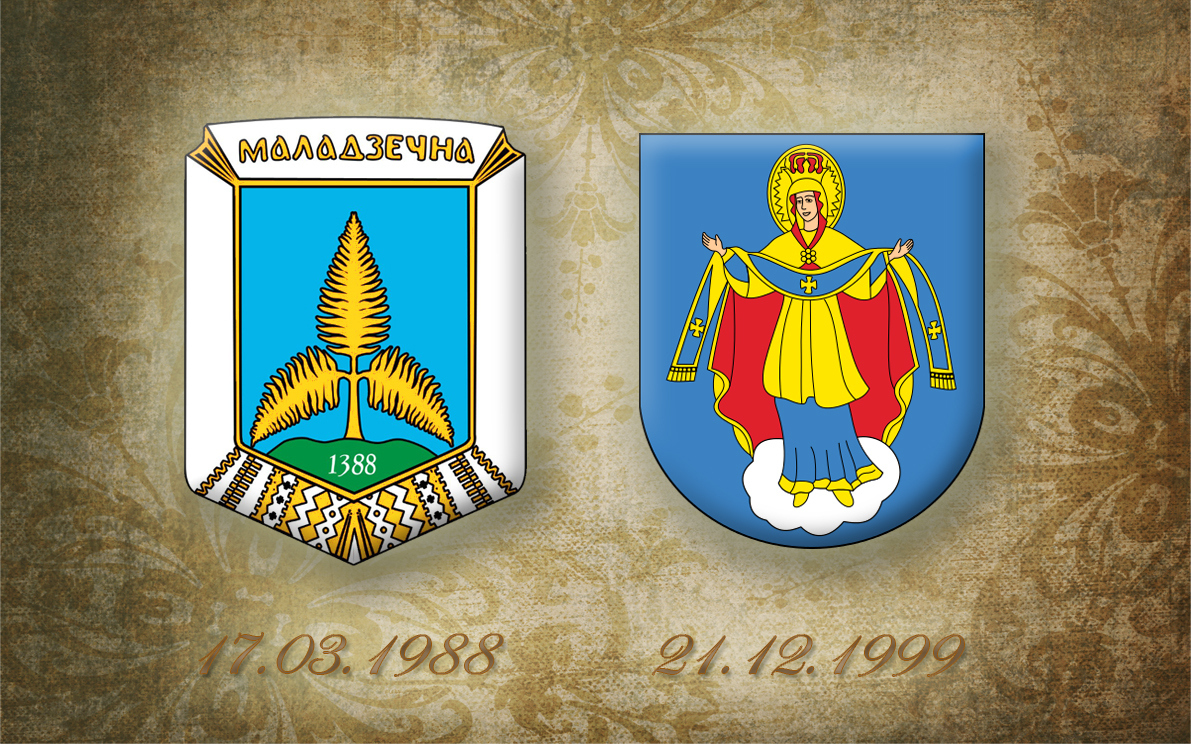
Herby

Herb Mołodeczna – jeden z (na równi z flagą) oficjalnych symboli Mołodeczna. Miasto nie posiadało własnego herbu do roku 1988. W przeddzień święta 600-lecia Mołodeczna został ogłoszony konkurs na utworzenie herbu miasta. Pierwsze miejsce zajął w nim członek Związku Malarzy BSRR J.P. Herasimenka.
„Na herbie przedstawiona jest złota paproć o trzech liściach, wyrastających z zielonego podłoża, na którym zaznaczony jest rok pierwszej wzmianki o mieście – 1388. Podstawowy element herbu – trójlistna paproć – symbolizuje stałe dążenie ludzi do szczęścia, opiewane przez białoruskiego poetę ludowego, klasyka światowej literatury, Jankę Kupałę, urodzonego na ziemi mołodeczańskiej. Miejsce łączenia liści paproci oznacza skrzyżowanie głównych dróg, które przecinają miasto oraz które umożliwiły jego rozwój do dużego ośrodka transportu i przemysłu. Zielone podłoże symbolizuje zamek, dookoła którego formowała się osada, która dała początek miastu. Błękitne tło herbu odzwierciedla błękit białoruskich jezior i rzek, kwitnienie lnu, wielkość i piękno białoruskiej przyrody. Do obramowania herbu użyto motywu białego białoruskiego ręcznika z ornamentem w kolorze złotym, symbolizuje to gościnność i hojność. W górnej części obramowania umieszczono napis w języku białoruskim – Маладзечна”.
Radziecki herb Mołodeczna został zatwierdzony 17 marca 1988 roku decyzją nr 38 komitetu wykonawczego mołodeczańskiej rady miejskiej.
„Na błękitnym tle Bogurodzica w złotej koronie i błękitno-złotej szacie, złotym płaszczu z czerwonym podbiciem. Bogurodzica stoi na srebrnym obłoku i trzyma błękitne pokrycie z trzema kawalerskimi krzyżami”. Nowy herb został zatwierdzony decyzją nr 23 mołodeczańskiej rady miejskiej z 21 grudnia 1999 roku i wpisany do Herbarza Republiki Białorusi 10 lutego 2000 roku pod nr 39. Herb Mołodeczna jest kontynuacją tradycji heraldycznej miast Białorusi. W ciągu ostatnich lat współcześni białoruscy twórcy herbów szukają natchnienia w ikonach z wizerunkami świętych. Takim źródłem natchnienia dla autora herbu Mołodeczna, A.A. Szpunta, została ikona Pokrowa, stworzona w 1751 roku przez monogramistę M.W. Ikona znajdowała się w Pokrowskiej cerkwi. W 1970 roku została wywieziona przez ekspedycję Narodowego Muzeum Sztuk BRRS, gdzie obecnie się znajduje.